# Epidesma lenaeus
Epidesma lenaeus är en fjärilsart som beskrevs av Pieter Cramer 1780. Epidesma lenaeus ingår i släktet Epidesma och familjen björnspinnare. Inga underarter finns listade i Catalogue of Life.